# Maria Wetterstrand

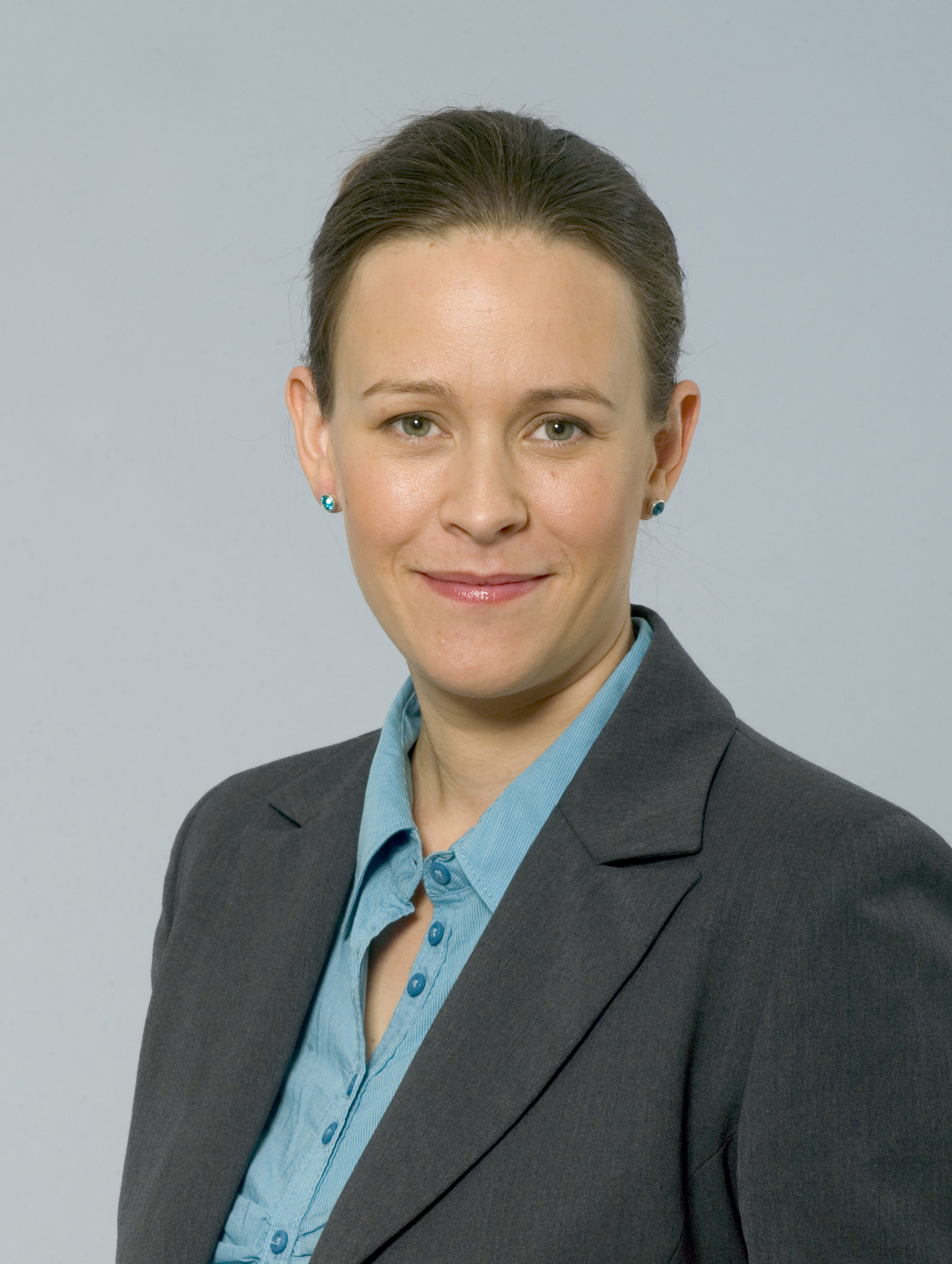
Maria Wetterstrand.

Ingrid Maria Wetterstrand (Eskilstuna, Södermanland, 2 de octubre de 1973) es una política sueca. Junto a  Peter Eriksson, es actualmente uno de los dos portavoces del Partido Verde de Suecia. Ha sido miembro del Riksdag desde 2001 y portavoz del partido desde 2002.
Wetterstrand tiene un máster en Biología por la Universidad de Gotemburgo. Wetterstrand está casada con Ville Niinistö, un político finlandés que es ministro de medioambiente, presidente de la Liga Verde, y miembro del Parlamento de Finlandia. Su hijo Elías nació en noviembre de 2004 y su hija Linnea en 2007.La pareja anunció su separación el 7 de junio de 2012.

## Enlaces
- Maria Wetterstrand blog oficial
- Maria Wetterstrand en la web del Riksdag

- Datos: Q444747
- Multimedia: Maria Wetterstrand / Q444747